# Rhizocarpon infernulum
Rhizocarpon infernulum är en lavart som först beskrevs av William Nylander och som fick sitt nu gällande namn av Lange. 
Rhizocarpon infernulum ingår i släktet Rhizocarpon och familjen Rhizocarpaceae. Arten är reproducerande i Sverige.